# 科日姆
科日姆（羅馬化：Kozhym），是俄罗斯科米共和国的市级镇，属因塔市。
该地2021年有人口3人；2010年人口10；2002年人口56；1989年人口733。